# Christine Kirch
Christine Kirch (née en 1696 - morte en 1782) est une astronome saxonne. Elle est la fille des astronomes Gottfried Kirch et Maria Margarethe Kirch ainsi que la sœur de Christfried Kirch. Avec sa sœur Margaretha Kirch, elle a été initiée à l'astronomie dès l'âge de 10 ans et elles ont travaillé avec les assistants de leur frère. Christine Kirch effectuait des calculs et assistait Christfried lors de ses observations. Elle a ainsi calculé l'almanach et les éphémérides pour l'Académie royale des sciences de Prusse jusqu'à sa mort.